# Хризостом (Насис)
Митрополи́т Хризосто́м (греч. Μητροπολίτης Χρυσόστομος, в миру Гео́ргиос На́сис греч. Γεώργιος Νάσης; род. 30 января 1975, Патры, Греция) — епископ Элладской православной церкви, митрополит Триккский (с 2015).

## Биография
Родился 30 января 1975 года в Патрах, в Греции.
Окончил богословский факультет Аристотелевского университета в Салониках.
18 октября 1999 года был пострижен в монашество с именем Хризостом в монастыре Святых Феодоров (Ιερά Μονή Αγίας Θεοδώρας) в Салониках.
20 октября 1999 года митрополитом Фессалоникийским Пантелеимоном (Хрисофакисом) был рукоположен в сан иеродиакона, а 5 октября 2000 года — в сан иеромонаха. В тот же день возведён в достоинство архимандрита.
С 2000 года служил в церкви Святой Марины в Салониках, а с 2014 года назначен протосинкеллом Триккской митрополии.
9 октября 2015 года Священным синодом иерархии Элладской православной церкви был избран (48 голосов из 79; архимандрит Григорий (Константину) — 28 голосов, архимандрит Ириней (Калойиру) — 1 голос, 1 бюллетень пустой + 1 бюллетень недействительный) для рукоположения в сан митрополита Триккского.
11 октября 2015 года в церкви Святого Дионисия Ариопагита в Афинах состоялась его архиерейская хиротония, которую возглавил архиепископ Афинский Иероним.
Вошёл в «Список сослуживших с украинскими раскольниками иерархов Элладской Православной Церкви», распространённый циркулярным письмом Московской патриархии 8 ноября 2022 года, «с кем не благословляется молитвенное и евхаристическое общение и в епархии которых также не благословляется совершение паломнических поездок».